# The French Milliner
The French Milliner è un cortometraggio muto del 1916 diretto da Eddie Dillon e sceneggiato da Anita Loos.

## Produzione
Il film, girato con i titolo di lavorazione Mlle. O'Brien e The Parisian Milliner, fu prodotto dalla Triangle Film Corporation.

## Distribuzione
Distribuito dalla Triangle Distributing, il film - un cortometraggio di una bobina - uscì nelle sale cinematografiche degli Stati Uniti il 27 agosto 1916.